# Yannick Shetty

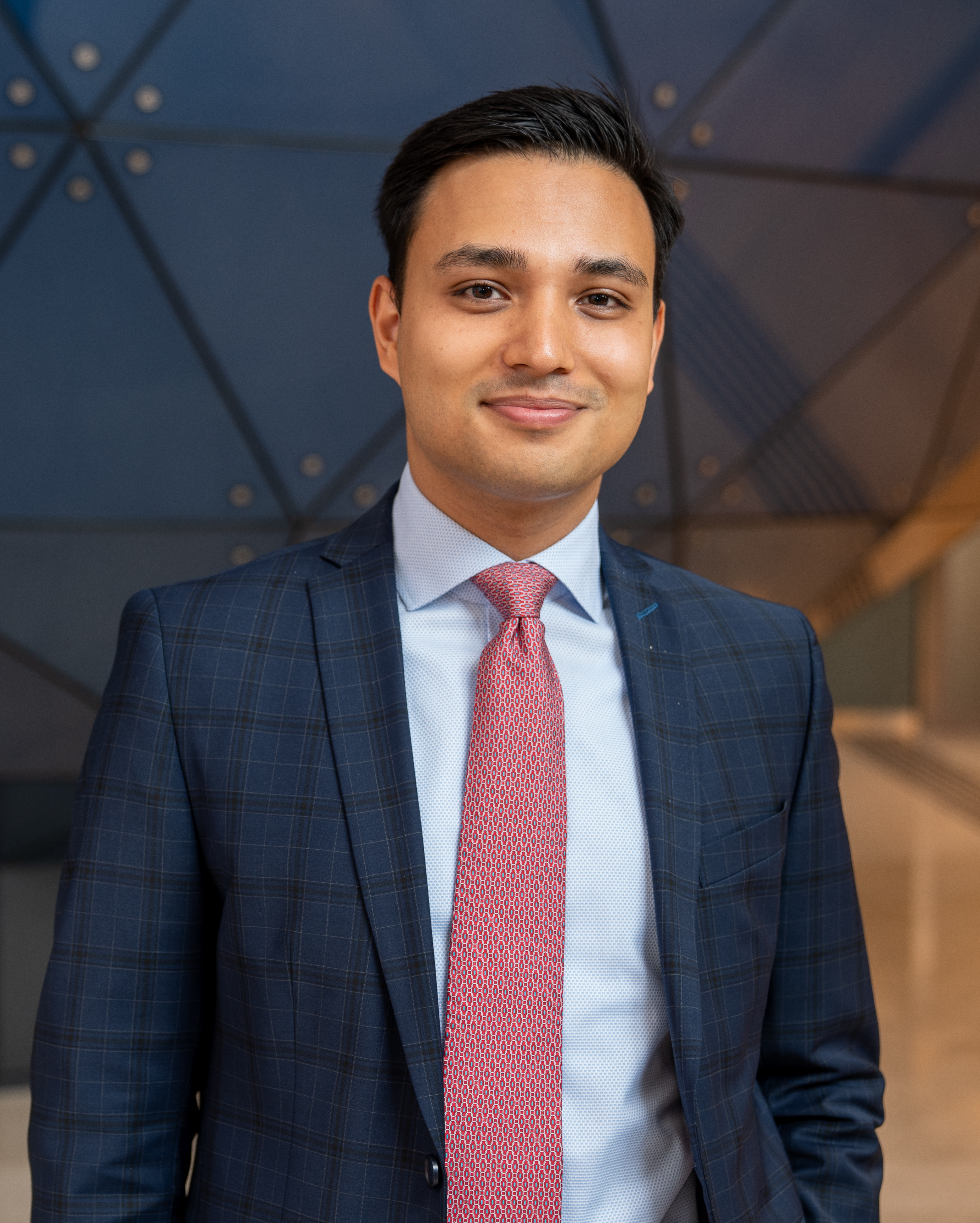
Yannick Shetty (2022)

Yannick Elias Shetty (* 26. April 1995 in Wien) ist ein österreichischer Politiker (NEOS – Das Neue Österreich und Liberales Forum). Er zog am 23. Oktober 2019 erstmals als jüngster Abgeordneter in den Österreichischen Nationalrat ein. Am 24. Oktober 2024 wurde er erneut als Abgeordneter zum Nationalrat angelobt. Am 6. März 2025 wurde er vom NEOS-Parlamentsklub als Nachfolger von Beate Meinl-Reisinger zum Klubobmann gewählt.

## Leben

### Ausbildung und Beruf
Yannick Shetty wurde als Sohn eines Inders und einer Österreicherin mit koreanischen Wurzeln in Wien geboren. 
Er wuchs in Innsbruck auf, wo er ab 2005 das Akademische Gymnasium besuchte und dort 2013 maturierte. Während der Schulzeit war er von 2010 bis 2013 in Schülervertretungsgremien aktiv. Nach dem Zivildienst 2013/14 als Rettungssanitäter beim Roten Kreuz in Wien begann er 2015 ein Studium der Rechtswissenschaften an der Universität Wien, das er im März 2021 erfolgreich mit dem Magisterium abschloss. In den Jahren 2016 und 2017 war er Mitarbeiter bei Dorda Rechtsanwälte. Weiters war Shetty von 2018 bis 2020 juristischer Mitarbeiter in einer Rechtsanwaltsgesellschaft. Seine Gerichtspraxis absolvierte Shetty von 2022 bis 2023 im Sprengel des Oberlandesgerichtes Wien.

### Privatleben
Yannick Shetty lebt offen homosexuell. Im Zuge der COVID-19-Pandemie meldete er sich erneut freiwillig zum Zivildiensteinsatz.

## Politik
Nach der Matura stieß er 2013 zur im Oktober 2012 von Matthias Strolz gegründeten Partei NEOS – Das Neue Österreich und Liberales Forum, für die er den Wahlkampf zur Nationalratswahl 2013 und 2017 in Tirol koordinierte. Von 2013 bis 2015 war er Mitglied im Bundesvorstand von JUNOS – Junge liberale Studierende, 2015/16 fungierte er als stellvertretender Landesvorsitzender von JUNOS Wien. Von 2016 bis 2018 war er Vorsitzender der JUNOS-Studierenden. Bei den ÖH-Wahlen 2017 kandidierte er als bundesweiter Spitzenkandidat der JUNOS-Studierenden und fuhr ein Ergebnis von 12,61 Prozent ein. 
Seit 2015 ist er als Bezirksrat Mitglied der Bezirksvertretung im achten Wiener Gemeindebezirk Josefstadt, wo er auch als NEOS-Klubobmann fungiert.
Bei der Nationalratswahl 2019 kandidierte er für NEOS auf dem dritten Listenplatz im Landeswahlkreis Wien und auf dem zehnten Listenplatz der Bundesliste. 
Am 23. Oktober 2019 wurde er mit 24 Jahren als jüngster Abgeordneter zu Beginn der XXVII. Gesetzgebungsperiode zum österreichischen Nationalrat angelobt. Im NEOS-Parlamentsklub fungiert er als Bereichssprecher für Integration, Jugend, LGBTI, Lehre und Sport. November 2023 übernahm er die Rolle als Bezirkssprecher für NEOS im 3. Bezirk Landstraße. Bei der Nationalratswahl 2024 kandidierte er auf Listenplatz 4 der NEOS Bundesliste und erhielt bei der Wahl insgesamt 5814 Vorzugsstimmen. 2024 wurde er zum Mitglied im Parteivorstand von NEOS gewählt.
Shetty war der erste Bundespolitiker auf der Plattform TikTok und kommuniziert seit 2020 hier mit einer jüngeren Zielgruppe. Er gilt mit über 58.000 Followern als einer der erfolgreichsten österreichischen Parteipolitiker auf der Plattform.
Im FC Nationalrat, der Fußballmannschaft des österreichischen Parlaments, spielt er Fußball.

### Politische Arbeit
In seiner ersten Amtszeit als Abgeordneter zum Nationalrat hat Shetty gleich mehrere erfolgreiche parlamentarische Petitionen im Nationalrat eingebracht, darunter eine letztlich erfolgreiche Petition zur Abschaffung des Blutspendeverbot für homo- und bisexuelle Männer, zur Psychotherapie als Leistung der Krankenkasse und zum Verbot von Konversionstherapien.
In seiner Funktion als LGBTIQ-Sprecher kritisiert er regelmäßig homophobe Tendenzen, sowohl bei konservativen Einzelpersonen aus klerikal-reaktionären Kreisen und der Neuen Rechten als auch in migrantischen Communities, insbesondere unter jungen Männern mit muslimischem Hintergrund. In einem Gastkommentar im Der Standard warf er linken Parteien vor, homophobe Strömungen in „vielen Zuwanderungsgesellschaften totzuschweigen“. Er warnte vor zunehmenden illiberalen, homophoben und frauenfeindlichen Tendenzen, besonders an Schulen, und forderte verstärkte Sensibilisierungsarbeit im Bildungswesen, einen Ausbau von Werte- und Orientierungskursen sowie einen selbstkritischen Dialog innerhalb der muslimischen Gemeinschaft. In Interviews thematisierte er die Kritik an seinem Gastkommentar und erklärte, dass seine Motivation darin liege, auf reale Herausforderungen hinzuweisen, die etwa homosexuelle und lesbische Menschen, erleben.
2024 übernahm Shetty den Vorsitz für NEOS in den Untersuchungsausschüssen „ROT-BLAUER Machtmissbrauch-Untersuchungsausschuss“ und „COFAG-Untersuchungsausschuss“. Bei der Befragung von René Benko im COFAG-Ausschuss verweigerte Benko die Beantwortung kritischer Fragen von Shetty zu seinem Anwesen Chalet N – ein offiziell als Hotel geführter Betrieb, der Millionen an Covid-Hilfen erhielt, jedoch offenbar nur von Benkos direktem Umfeld genutzt wurde. Die Aussageverweigerung während Shettys Befragung führte letztlich zur Verhängung einer Beugestrafe.
Die Enthüllungen und die Verhaftung des mutmaßlichen russischen Spions Egisto Ott im „ROT-BLAUER Machtmissbrauch-Untersuchungsausschuss“ veranlassten Yannick Shetty dazu, nach der Nationalratswahl die Einführung eines „Russland-Untersuchungsausschusses“ zu fordern – eine Forderung, die auch von der Verfahrensrichterin in ihrer abschließenden Empfehlung bekräftigt wurde.
Im Mai 2024 reiste Shetty im Rahmen einer parlamentarischen Delegation der Jugendsprecher der Parlamentsparteien gemeinsam mit Vertretern der ÖVP und der Grünen in die Ukraine, um sich mit jungen Abgeordneten des ukrainischen Parlaments auszutauschen.
Im NEOS-Parlamentsklub wurde er im Februar 2025 Sprecher für Innere Sicherheit, Asyl, Migration, Integration und Lehre. Am 6. März 2025 wurde Shetty zum Nachfolger von Meinl-Reisinger als Klubobmann der Neos gewählt.